# Charley Rogers
Charles H. Rogers, detto Charley (Birmingham, 15 gennaio 1887 – Los Angeles, 20 dicembre 1956), è stato un attore, sceneggiatore e regista cinematografico statunitense.

## Biografia
Nato in Inghilterra e soprannominato "Charley", o anche "Charlie", Rogers iniziò molto giovane la carriera cinematografica esordendo come attore nel 1912 in alcune comiche. Raggiunse la fama quando si unì alla compagnia di Hal Roach, interpretando prima piccoli ruoli di automobilista, cameriere o poliziotto nelle comiche mute di Stanlio e Ollio, poi diventandone sceneggiatore nei primi anni del sonoro e infine dirigendo la famosa coppia.
I film più famosi di Rogers risalgono a un arco di tempo fra il 1933 e il 1936, in cui diresse Laurel & Hardy nei loro film più celebri, fra i quali Fra Diavolo (1933) assieme a Roach, Nel paese delle meraviglie (1934) e Noi siamo zingarelli (1936) assieme a James W. Horne.
Successivamente Rogers abbandonò la carriera di regista e continuò a scrivere la sceneggiatura per altri film di Stanlio e Ollio fino a  C'era una volta un piccolo naviglio (1940). Si riunirà con la coppia solo nel 1943, per l'adattamento de Il nemico ci ascolta, e poi come attore per Maestri di ballo (1944), per poi abbandonare definitivamente il cinema. Morì nel 1956 in un incidente stradale e venne sepolto al Forest Lawn Memorial Park a Los Angeles.

## Filmografia parziale

### Attore
- A Ticket to Red Horse Gulch (1914)
- L'ultima dei Montezuma (The Woman Got Forgot) (1917)
- The Light of Western Stars, regia di Charles Swickard (1918)
- Marinai a terra (Two Tars) (1928)
- Habeas Corpus (1928)
- Agli ordini di sua altezza (Double Whoopee), regia di Lewis R. Foster (1929)
- Tempo di pic-nic (A Perfect Day) (1929)
- Outside the Law (1930)
- La sposa rapita (Our Wife) (1931)
- Muraglie (Pardon Us) (1931)
- Il compagno B (Pack-Up Your Troubles) (1932)
- Noi siamo le colonne (A Chump at Oxford) (1940)
- Maestri di ballo (The Dancing Masters) (1943)

### Regista
- The King, co-regia di James W. Horne (1930)
- The Shrimp (1930)
- Fra Diavolo (The Devil's Brother), co-regia di Hal Roach (1933)
- Il regalo di nozze (Me and my Pal) (1933)
- Il fantasma stregato (The Live Ghost) (1934)
- Andando a spasso (Going Bye-Bye!) (1934)
- Vita in campagna (Them Thar Hills) (1934)
- Nel paese delle meraviglie (Babes in Toyland), co-regia di Gus Meins (1934)
- Allegri eroi (Bonnie Scotland) (1935)
- Questione d'onore (Tit for Tat) (1935)
- Allegri poeti (The Fixer-Uppers) (1935)
- Noi siamo zingarelli (The Bohemian Girl), co-regia di James W. Horne (1936)

### Sceneggiatore
- Fra Diavolo (The Devil's Brother), regia di Hal Roach e Charley Rogers (1933)
- Nel paese delle meraviglie (Babes in Toyland), regia di Charley Rogers e Gus Meins (1934)
- Allegri eroi (Bonnie Scotland), regia di Charley Rogers (1935)
- Noi siamo zingarelli (The Bohemian Girl), regia di Charley Rogers e James W. Horne (1936)
- Allegri gemelli (Our Relations) (1936)
- I fanciulli del West (Way Out West) (1937)
- Stanlio & Ollio teste dure (Block-Heads) (1938)
- Avventura a Vallechiara (Swiss Miss), regia di John G. Blystone e Hal Roach (1938)
- I diavoli volanti (The Flying Deuces) (1939)
- Noi siamo le colonne (A Chump at Oxford) (1940)
- C'era una volta un piccolo naviglio (Saps at Sea) (1940)
- Il nemico ci ascolta (Air Raid Wardens) (1943)